# L'Homme fragile
L'Homme fragile est un film français réalisé par Claire Clouzot et sorti en 1981.

## Fiche technique
- Titre : L'Homme fragile
- Réalisation : Claire Clouzot
- Scénario et dialogues : Claire Clouzot
- Photographie : Jean Monsigny
- Son : Jean-Louis Ughetto
- Musique : Jean-Marie Sénia
- Montage : Isabelle Rathery
- Production : Link Productions et Antenne 2
- Pays d'origine :  France
- Durée : 83 minutes
- Date de sortie : France - 22 avril 1981

## Distribution
- Richard Berry : Henri
- Françoise Lebrun : Cécile
- Didier Sauvegrain : Michel
- Catherine Cauwet : Odile
- Sandrine Kljajic : Katia
- Louise Latraverse : Luce
- Catherine Gandois : Aline
- Jacques Serres : Mezailles
- Albert Dray : Java
- Isabelle Sadoyan : Luguette
- Jean Lanier : Luguet